# Вільямалеа
Вільямалеа (ісп. Villamalea) — муніципалітет в Іспанії, у складі автономної спільноти Кастилія-Ла-Манча, у провінції Альбасете. Населення — 4024 особи (2010).
Муніципалітет розташований на відстані близько 220 км на південний схід від Мадрида, 47 км на північний схід від Альбасете.

## Демографія
Динаміка населення (INE ):

## Галерея зображень
- Розташування муніципалітету у провінції Альбасете